# 使立消

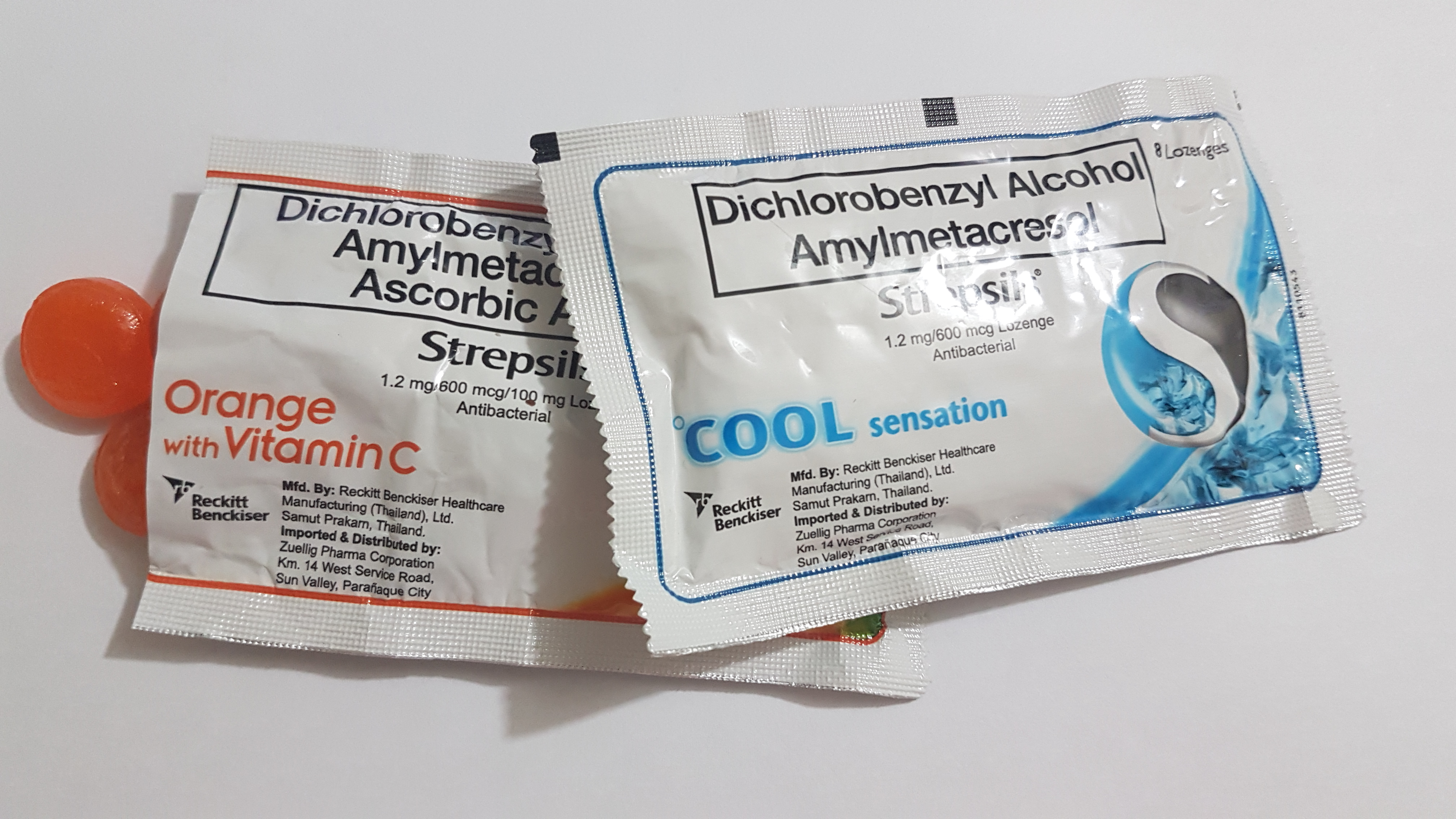
在菲律賓由Australian Pharmaceutical Industries進口的使立消 。

使立消（英語：Strepsils）是一系列用於緩解口腔和咽喉感染引起的不適的喉片。此藥物是溫和的殺菌劑。適應症為消滅口腔細菌及咽喉炎。該品牌最初於1950年以漱口水推出。
使立消是英國利潔時（Reckitt Benckiser）生產的一系列喉糖，是利潔時於2006年收購的Boots Healthcare International品牌之一。
使立消中兩種活性成份為戊间甲酚（amylmetacresol）和2,4-二氯苯乙醇（2,4-dichlorobenzyl alcohol），其他有些配方還含有抗壞血酸（維生素C）。非活性成分包括薄荷醇，酒石酸和丙二醇。
建議劑量為成人每兩至三小時一顆 。

## 外部連結
- 使立消官方網站 （页面存档备份，存于）
- 使立消官方的Facebook專頁
- 使立消香港官方的Facebook專頁